# Orectogyrus schubotzi
Orectogyrus schubotzi là một loài bọ cánh cứng trong họ van Gyrinidae. Loài này được Alwarth miêu tả khoa học năm 1921.